# Stina Persdotter
Stina Persdotter, född 1684, död 1757, var en svensk katolsk konvertit. Hennes konvertering ägde rum under en tid då detta var belagt med dödsstraff i Sverige, och hon var inblandad i flera konflikter med myndigheterna. Hon var en framstående medlem i den svenska katolska församlingen och känd för sin långvariga konflikt med svenska kyrkan.
Stina Persdotter var född nära Uppsala. Med kyrkoherde Samuel Törling som vigselförrättare gifte hon sig 1711 med cirkelsmeden Gabriel Kesser (alternativt Ketske), en utländsk katolik, och övergick i samband med äktenskapet till katolicismen, omvänd av en jesuitpater. 
Detta var under denna tid ett allvarligt brott för en svensk medborgare, och hon ställdes år 1722 inför Stockholms konsistorium. Hon hade då lovat att åter ansluta sig till den lutherska kyrkan. Hon höll dock inte sitt ord, och uppfostrade också sin son till katolik. Vid upprepade tillfällen försökte lutherska kyrkan omvända henne, men hon hade gång på gång hållit fast vid katolicismen. 
Hon intog en framträdande ställning bland Stockholms katoliker. År 1736 var hon en av ”två inhemska fattiga katolska kvinnor” som fick biträda vid dopet av en dotter till den dåvarande kejserliga ambassadören vid tyska legationskapellet. 
1746 åtalades hon än en gång inför Stockholms konsistorium. Denna gång för att hon försökt förhindra att en grannflicka, vars katolska far dött, fick en luthersk uppfostran. Hon var vid denna tidpunkt sängliggande. Hennes son, som var instrumentmakare, gick dock med på att omvända sig.